# Península de Parry

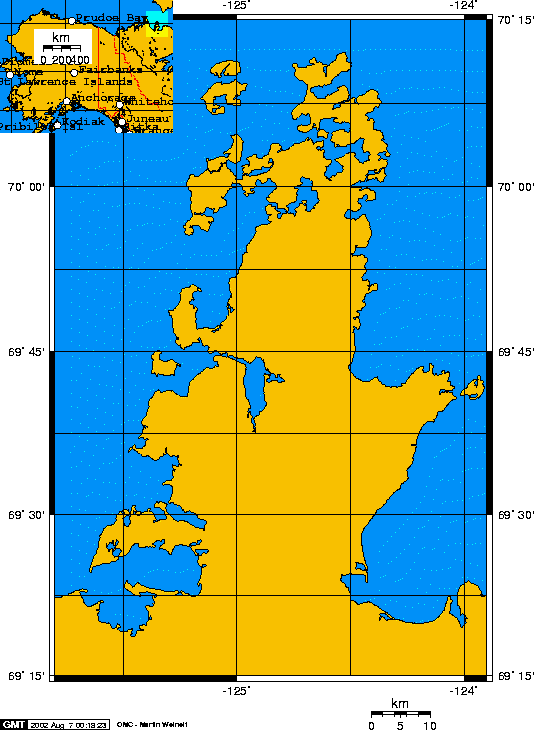
Peninsula de Parry, Canadá y el recuadro que muestra Alaska.

La península de Parry se encuentra en la costa norte de los Territorios del Noroeste de Canadá, limita al oeste con bahía de Franklin, al norte con golfo de Amundsen y al este con la bahía Darnley. El asentamiento más cercano es Paulatuk. En el extremo norte de la península de Parry se encuentra el Santuario de Aves Migratorias de Cabo Parry.

## Historia
Lleva el nombre del explorador del Ártico William Edward Parry. En el extremo norte de la península se encuentra el cabo Parry, en donde hay una Distant Early Warning Line (Línea avanzada de alerta precoz), una red de estaciones radar, situada en la parte ártica del Gran Norte canadiense.En 1989 cambió sus operaciones y se integró en el North Warning System (Sistema de Alerta Norte).